# Szolár Tibor
Szolár Tibor (1988 –) magyar színész, bábművész.

## Életpályája
1988-ban született. A békéscsabai Jókai Színház, majd az Új Színház stúdiójában ismerkedett meg a színészettel. 2008–2013 között a Színház- és Filmművészeti Egyetem színművész-bábszínész szakán tanult. Egyetemi gyakorlatát a Budapest Bábszínházban töltötte, melynek 2013-tól tagja.

## Fontosabb színházi szerepei
- Rügyek és gyökerek (rendező: Markó-Valentyik Anna)
- John Boyne: Szabadesés, avagy Barnaby Brocket kalandjai a felhőkön innen és túl (rendező: Lázár Helga)
- Bolond Istók - Weöres Sándor: Holdbeli csónakos (rendező: Hoffer Károly)
- Őr, Komornyik, Antilop úr, Szuezi konzul, Patkány matróz, Lelkész - Jules Verne: 80 nap alatt a Föld körül (rendező: Kuthy Ágnes)
- Bence - Marék Veronika-Gimesi Dóra: Boribon és Annipanni (rendező: Ellinger Edina)
- Pierre Anthon - Janne Teller-Gimesi Dóra: Semmi (rendező: Hoffer Károly)
- Unokaöcs, Diótörő herceg - P. I. Csajkovszkij: Diótörő (rendező: Szőnyi Kató, felújítás: Meczner János)
- Ben - David Walliams-Gimesi Dóra: Gengszter nagyi (rendező: Hoffer Károly)
- Adrian/Francisco, urak Alonso udvarából - William Shakespeare: A vihar (rendező: Szikszai Rémusz)
- Cserkó - Gianni Rodari-Khaled-Abdo Szaida: Hagymácska (rendező: Veres András)
- A kis Mukk, Rahman doktor - Wilhelm Hauff-Markó Róbert: A kis Mukk (rendező: Csató Kata)
- Beno - Csajkovszkij-Góczán Judit: A hattyúk tava (rendező: Balázs Zoltán)
- Melo, törpe; Matróz - Márton László: Trisztán és Izolda (rendező: Csizmadia Tibor)
- Énekes - Bertolt Brecht-Paul Dessau: A kaukázusi krétakör (rendező: Vidovszky György)
- Kiscsillag, Obsitos, Arany táltos - Lázár Ervin: A legkisebb boszorkány (rendező: Lengyel Pál, felújítás: Kuthy Ágnes)
- Klaus, 2. rabló - Jevgenyij Svarc: Hókirálynő (rendező: Fige Attila)
- Doktor - Tasnádi István: Lúdas Matyi (rendező: Fige Attila)
- Cipity Lőrinc - Gingalló (rendező: Ellinger Edina)
- "befalazva" - in memoriam Ország Lili (rendező: Gergye Krisztián)
- Dániel András-Kautzky-Dallos Máté: Mit keresett Jakab az ágy alatt? (rendező: Szenteczki Zita)
- Bobby - Neil Gaiman: Coraline (rendező: Ascher Tamás)

## Filmes és televíziós szerepei
- Isztambul (2011) ...Dávid, Zoli barátja
- FreeEntry (2012) ...Tomi
- Jóban Rosszban (2016) ...Kecskés Tibor